# Stripfestival Middelkerke
Het Stripfestival Middelkerke is een stripfestival, dat jaarlijks in de zomermaanden gehouden wordt in Middelkerke. Prominent aanwezig op de dijk van Middelkerke zijn de stripstandbeelden.
Elk jaar verschijnen er bijzonder stripuitgaven.